# Makurazaki

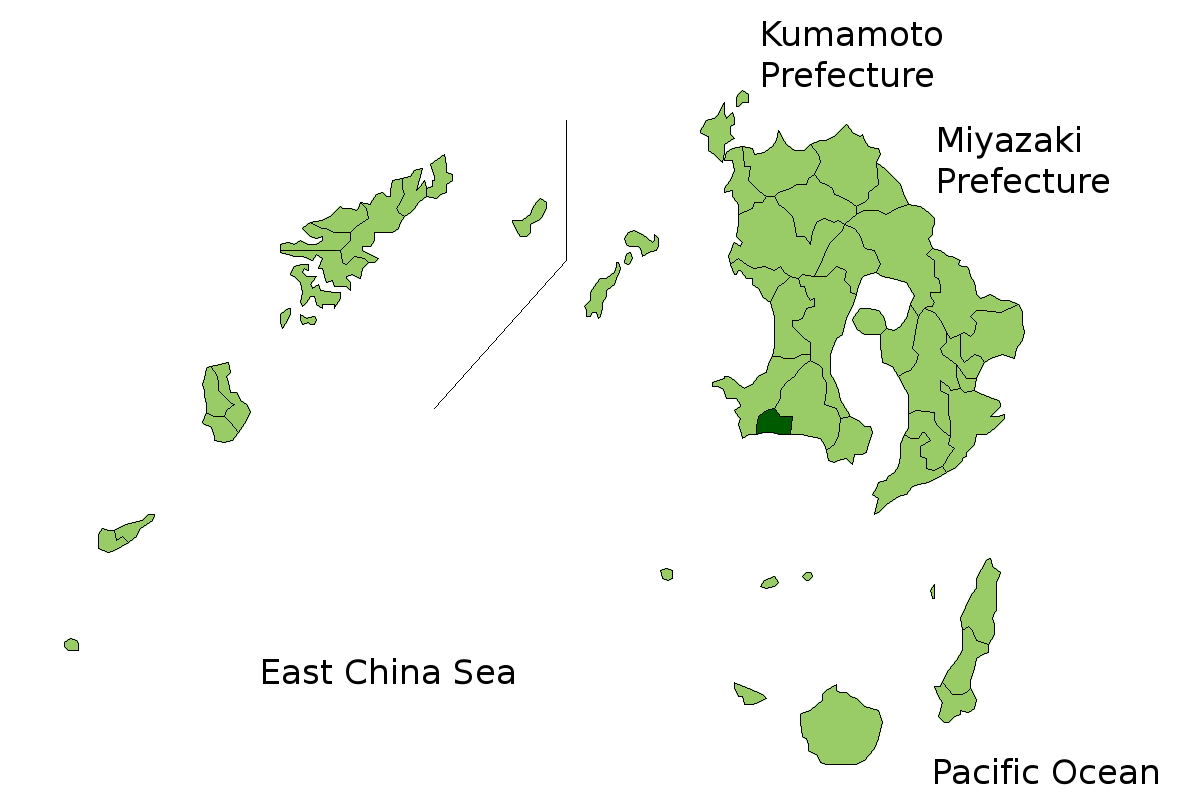

Makurazaki (枕崎市 Makurazaki-shi?) este un municipiu din Japonia, prefectura Kagoshima.